# Eilema costalis
Eilema costalis là một loài bướm đêm thuộc phân họ Arctiinae, họ Erebidae.